# Леваль, Жюль Луи
Жюль Луи Леваль (фр. Jules Louis Lewal; 1823—1908) — французский дивизионный генерал, военный министр Франции, военный теоретик и писатель

. Кавалер большого креста ордена Почётного легиона.

## Биография
Жюль Луи Леваль родился 13 декабря 1823 года в городе Париже. Образование получил в Сен-Сирской особой военной школе, которую окончил первым в 1843 году, а затем учился в Аппликационной школе генерального штаба.
В 1848 году в чине капитана, был направлен в Алжир, где обнаружил исключительные организаторские способности при осуществлении колонизационного плана маршала Тома Робера Бюжо.
Участие в экспедиции 1857 года в Кабилию принесло Левалю должность командира эскадрона. В 1859 году он принимал участие в Итальянской кампании в штабе маршала Ф. С. Канробера, по окончании которой опубликовал в 1860 году свои путевые заметки: "Catulle à Sermione", "Annibal et Magenta" и "Mantoue et Virgile". 

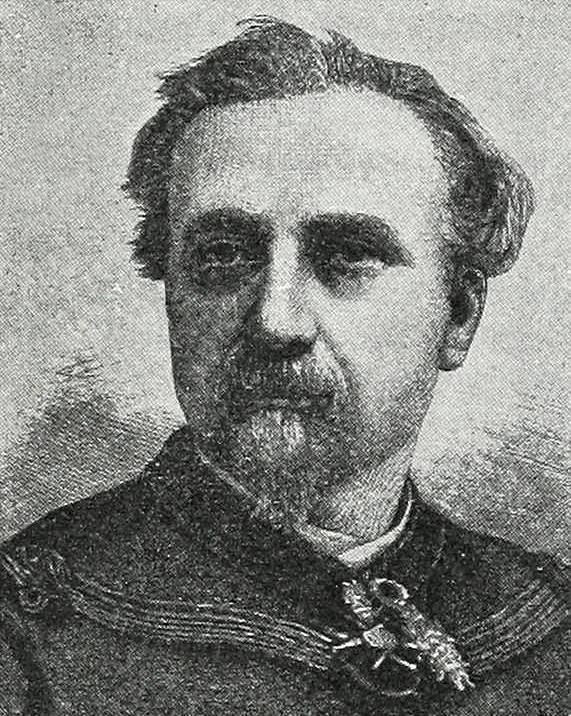
Рисунок из «ВЭС»

В 1861—1867 гг. Леваль состоял в штабе экспедиционного корпуса, направленного в Новый Свет в ходе Англо-франко-испанской интервенции в Мексику, и за сражение при Пуэбле был произведён в подполковники; затем он служил в военном министерстве до 1870 года, когда был назначен в Рейнскую армию Базена. В конце осады Меца выдающиеся способности и познания Леваля создали ему такое влияние, что он, несмотря на чин полковника, фактически выполнял обязанности начальника штаба Рейнской армии.
По возвращении из плена Леваль усиленно занялся вопросом о реорганизации французских вооружённых сил. Ещё до войны, в 1869 году он поместил в "Moniteur de l’armée", под псевдонимом Studens ряд статей, в которых доказывал необходимость ещё в мирное время придать армии деление на корпуса и дивизии. В вышедших в 1872 году "Lettres à l’armée" содержится более подробный план реорганизации армии. Дальнейшее развитие взглядов Леваля содержится в вышедшем в 1873 году I томе "Études de guerre", произведшем большое впечатление среди военных экспертов. Дальнейшие труды Леваля ("Tacticue" — 1875—83 гг., "Stratégie de Marche" — 1893 г. и друг.) поставили его в ряды выдающихся военных писателей XIX века.
В 1874 году Жюль Луи Леваль был произведён в бригадные генералы, а в 1880 году — в дивизионные, причём в 1878—1883 гг. он был начальником Аппликационной школы генштаба и высшего военного училища, в 1883 году назначен ком-ром XVII класса, а в начале 1885 года — военным министром. Последнее назначение вызвало немало толков, т. к. все ожидали, что Леваль проведёт в жизнь свой план реорганизации армии, тем более, что он сам заявил в парламенте, что не считает себя политическим деятелем и намерен заниматься лишь улучшением армии.
Считая для армии лучшая школа это война, Леваль высказался за более энергичное ведение военной кампании в Китае и за отправку туда значительных сил. Но он не успел осуществить своих реформаторских намерений, т. к. через четыре месяца вынужден был вместе с кабинетом Жюля Ферри покинуть свой пост.
Затем Леваль командовал X корпусом в Ренне и II — в Амьене, с 1884 по 1888 год состоял членом высшего военного совета, а в 1888 году стал одним из трёх командующих армиями, на которых возлагается руководство в случае войны. В виду достижения в 1888 году предельного возраста он был зачислен в запас, а в 1889 году отправлен отставку.
Жюль Луи Леваль умер 22 января 1908 года в городе Санлисе.